# 수원여기산선사유적지
수원여기산선사유적지(水原麗妓山先史遺蹟址)는 대한민국 경기도 수원시 권선구 서둔동, 여기산에 있는 청동기시대의 유적지이다. 2005년 10월 17일 경기도의 기념물 제201호로 지정되었다.

## 개요
청동기 시대와 원삼국 시대의 마을이 있는 유적이다. 유적은 해발 104m인 여기산 정상부와 여기에서 북서 방향으로 뻗어 내린 능선 상에 위치하는데, 유적의 서쪽 부분이 화강암 채석 공사로 많이 훼손되었다. 청동기 시대 집자리는 3기가 조사되었는데, 긴 네모꼴 형태로 추정되며, 골아가리 구멍무늬토기와 구멍무늬토기가 출토되어 청동기 시대 중기 집자리로 판단된다. 원삼국 시대 집자리는 6기가 조사되었으며, 남쪽에 돌출된 출입 시설이 있는 ‘凸’ 모양의 반움집이지만, 거주 공간은 육각형 내지 오각형 모습이다. 5호 집자리 내부에서는 ‘ㄱ’자 형태의 외줄구들이 조사되었는데, 돌로 터널 형태의 골격을 만들고 점토로 덧씌어 마감하였다.
원삼국 시대 집자리에서 출토된 토기는 경질무문토기와 타날문토기이며, 조리, 저장, 운반 등 일상 용도의 기종이다. 또한 흙으로 빚은 가락바퀴와 송풍구, 다량의 슬래그가 출토되어 방직, 철기 제작과 같은 생산 활동을 하였던 것으로 보인다. 원삼국 시대 마을은 집자리의 평면 형태와 출토 유물로 보아 3세기 초 무렵에 조성된 것으로 추정된다.
이 유적은 남한 지역에서 최초로 조사된 원삼국 시대 마을 유적일 뿐만 아니라, 유적에서 발견된 외줄구들과 돌출된 출입 시설이 있는 육각형 집자리는 모두 최초라는 수식어가 붙일 정도의 역사적 의미를 가지고 있다.

## 참고 자료
- 수원여기산선사유적지 - 국가유산청 국가유산포털